# Vanguard Princess
Vanguard Princess (ヴァンガードプリンセス?, Vangaado Purinsesu) è un videogioco indipendente di genere picchiaduro pubblicato nel 2009 da eigoMANGA per Microsoft Windows.